# わが悲しみの夜

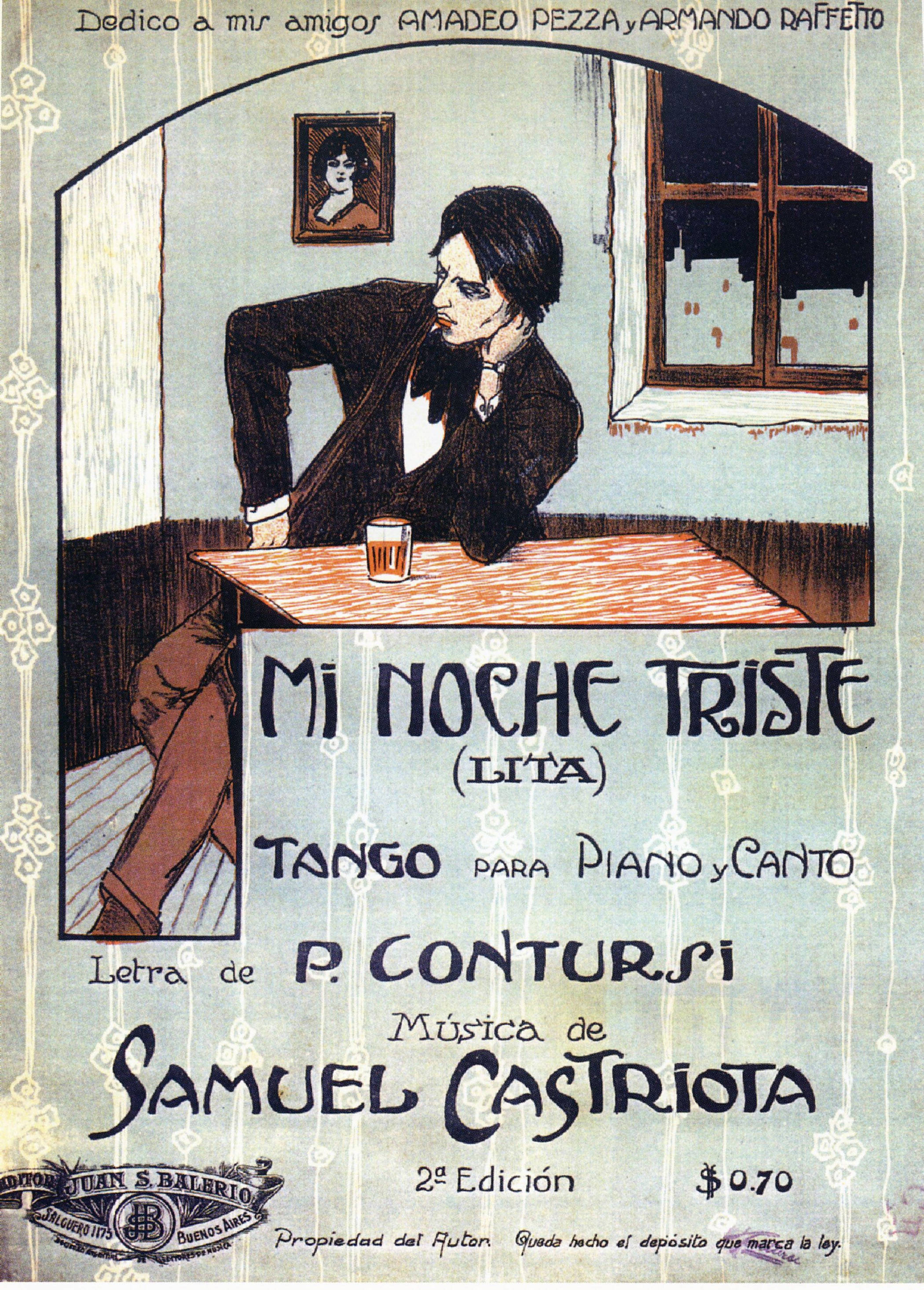
わが悲しみの夜

『わが悲しみの夜』は、サムエル・カストリオータ（Samuel Castriota）作曲のタンゴ。

## 概要
1915年に歌詞なしのタンゴ 『リタ』（Lita）として発表。
パスクアル・コントゥルシ（Pascual Contursi）が作曲者に無断でつけた歌詞が定着している。
フォルクローレ歌手だったカルロス・ガルデルが、この曲を聴いて、プロとしての初めてのタンゴの曲として歌い、本人が全世界的に有名になる。
タンゴに歌が定着したのは、この歌からという説もある。